# 豚便所

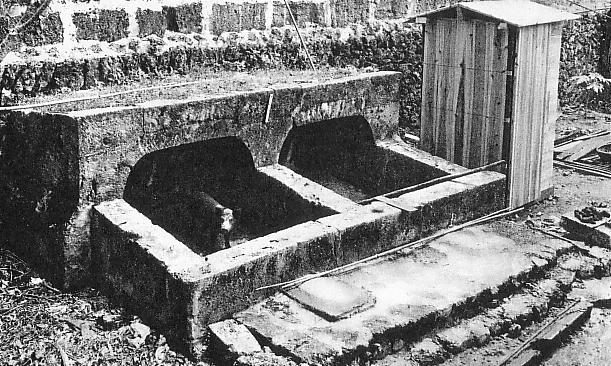
戦前の沖縄本島の豚便所

豚便所（ぶたべんじょ）は、便所の方式の一つで、大便をブタの餌として与え、飼育する施設である。中国では「豬厠（ちょそく、ヂューツー、繁体字: 豬廁、簡体字: 猪厕、拼音: zhūcè）」、沖縄本島では「フールー」「ふーる」(漢字：風呂）、韓国済州島では「トットンシ（朝鮮語: 돗통시）」と呼ばれる。

## 概要
豚便所は、中国発祥の便所システムで、便所と豚小屋を一体化したものである。豚小屋の上や脇に落下式便所を設け、人が用を足すとブタが人の大便を餌のひとつとして処理する仕組みである。
人間の排泄物のうち、尿はブタが好んで飲むことはないが、人糞には、栄養分となる未消化成分が一部含まれており、食糞の習性を持つブタは人糞を給餌の一部に加えられることに耐える。特に、相対的に野菜を多く摂取する中国では、未消化成分が多く、餌としての利用価値も相対的に高く、限られた食料を有効利用できる。実際にはブタの餌の全てを人糞で賄うわけではなく、藁など一般的な餌も与えられていたが、藁も直接与える以外に、落とし紙代わりに使ってからブタの餌にするという事例もあった。
中国以外では、日本の南西諸島や韓国の済州島にも黒豚（アグー、ホクテジ）とともに伝わった。ベトナムやインドのゴア州にもある。
飼育の対象は豚だけでなく、水路の上に便所を設置し、魚の餌とするものもある。

## 歴史

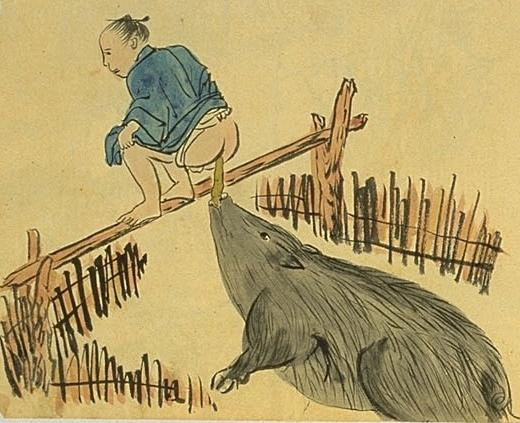
『南島雑話』に描かれた、幕末期の奄美大島における豚便所
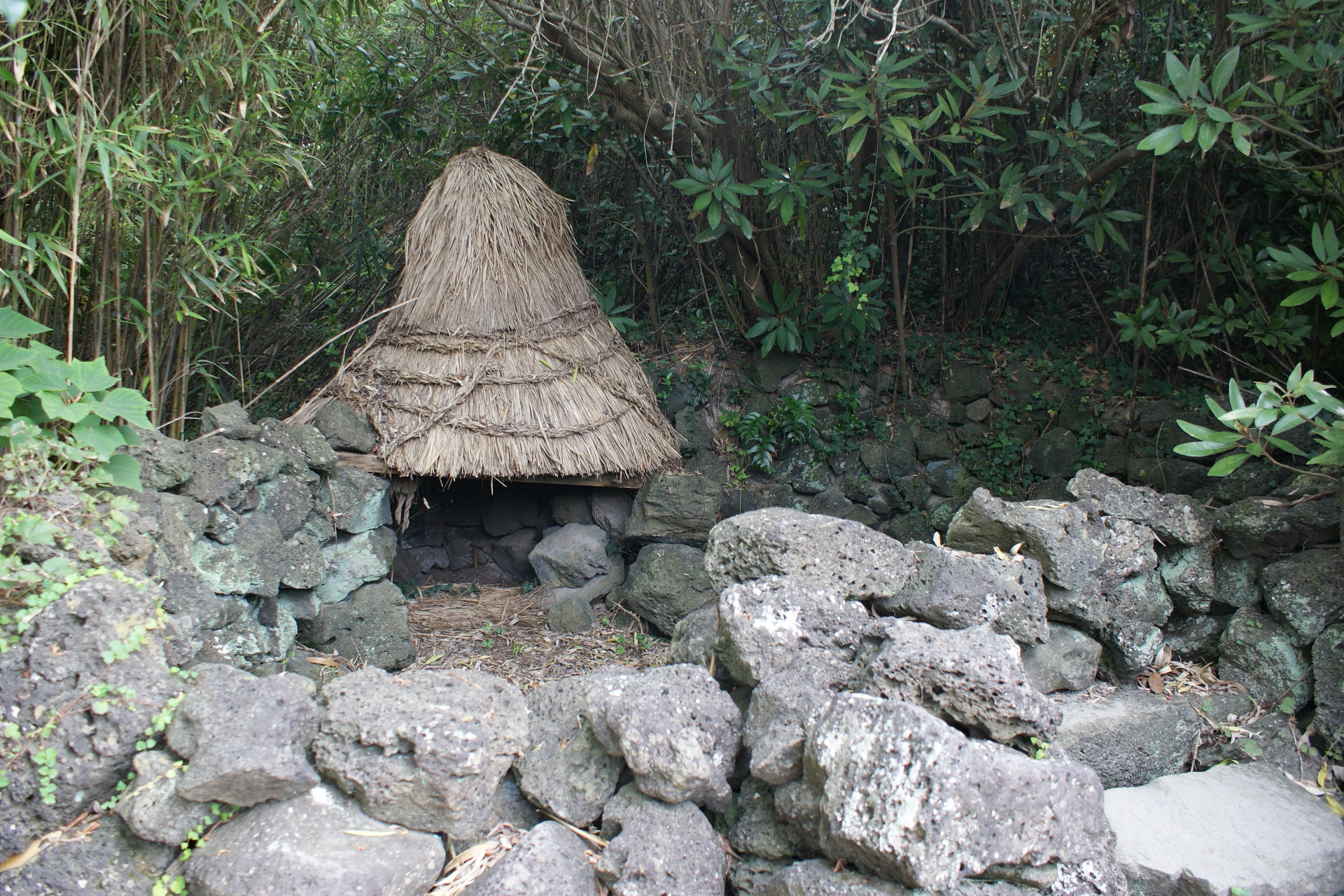
済州民俗村博物館で展示の豚便所
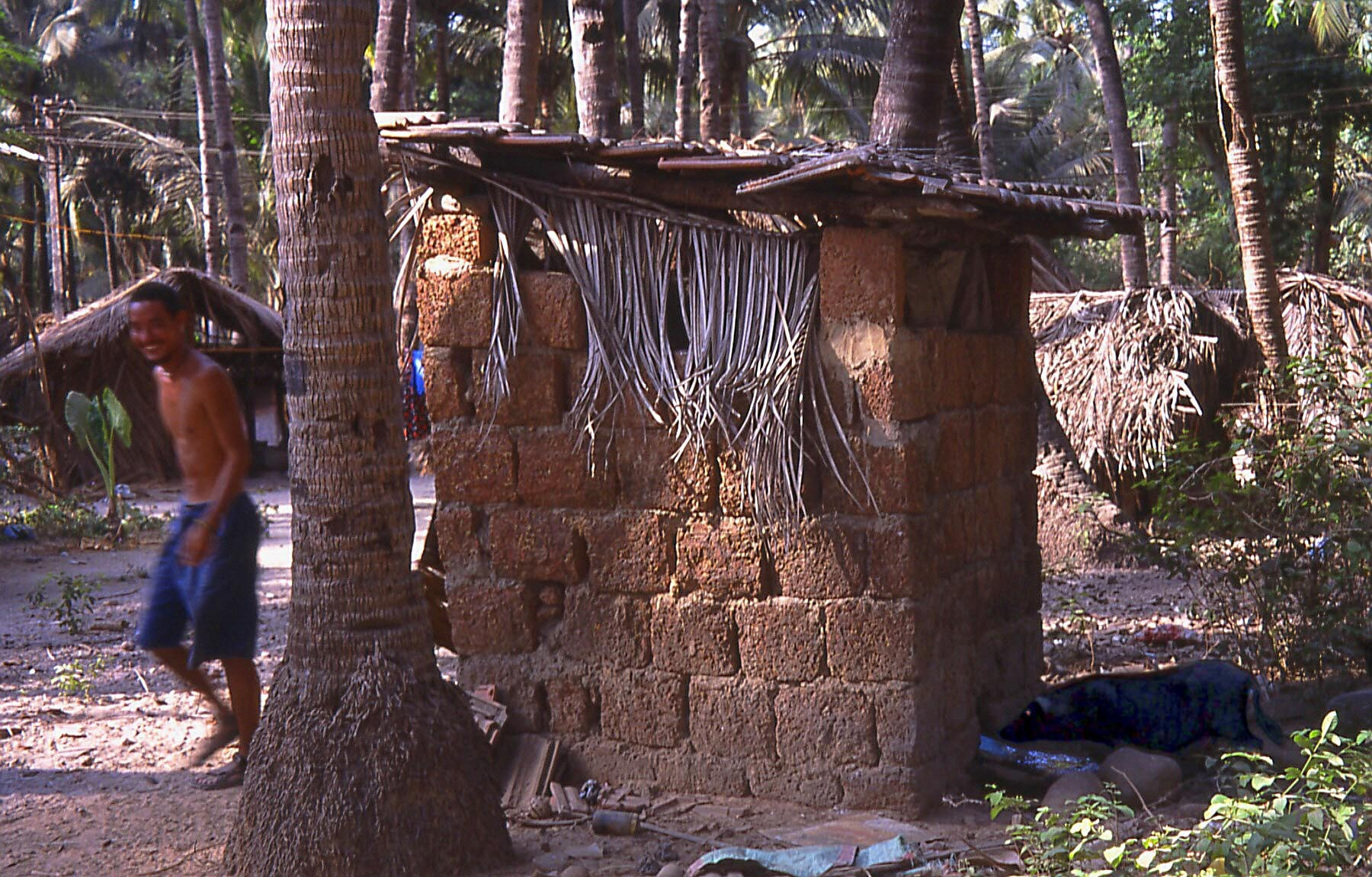
インドのゴア州の豚便所
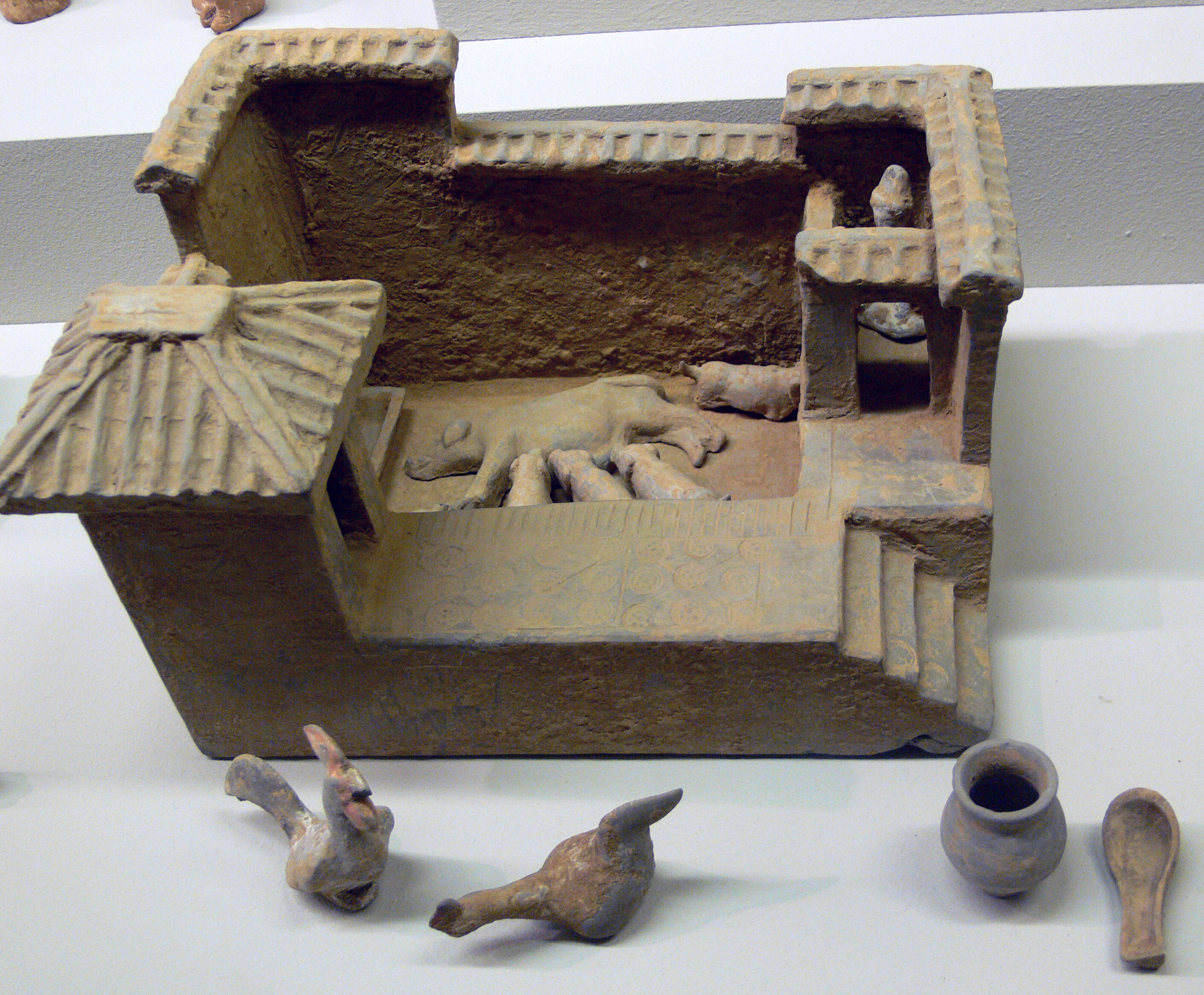
漢の灰色陶器で作られた模型(リンデン博物館蔵)
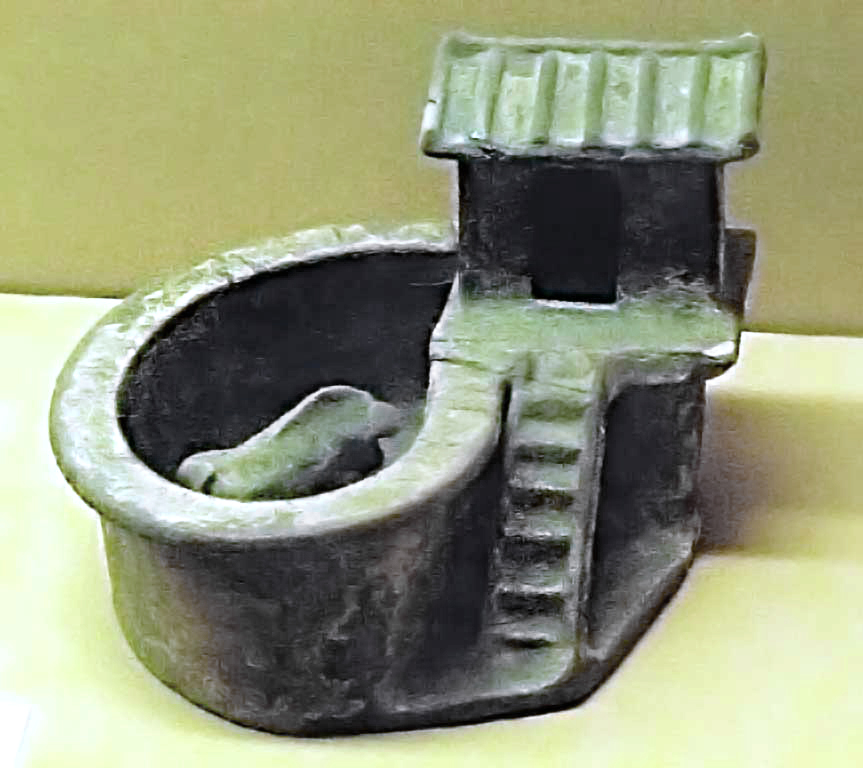
後漢（東漢）代の模型
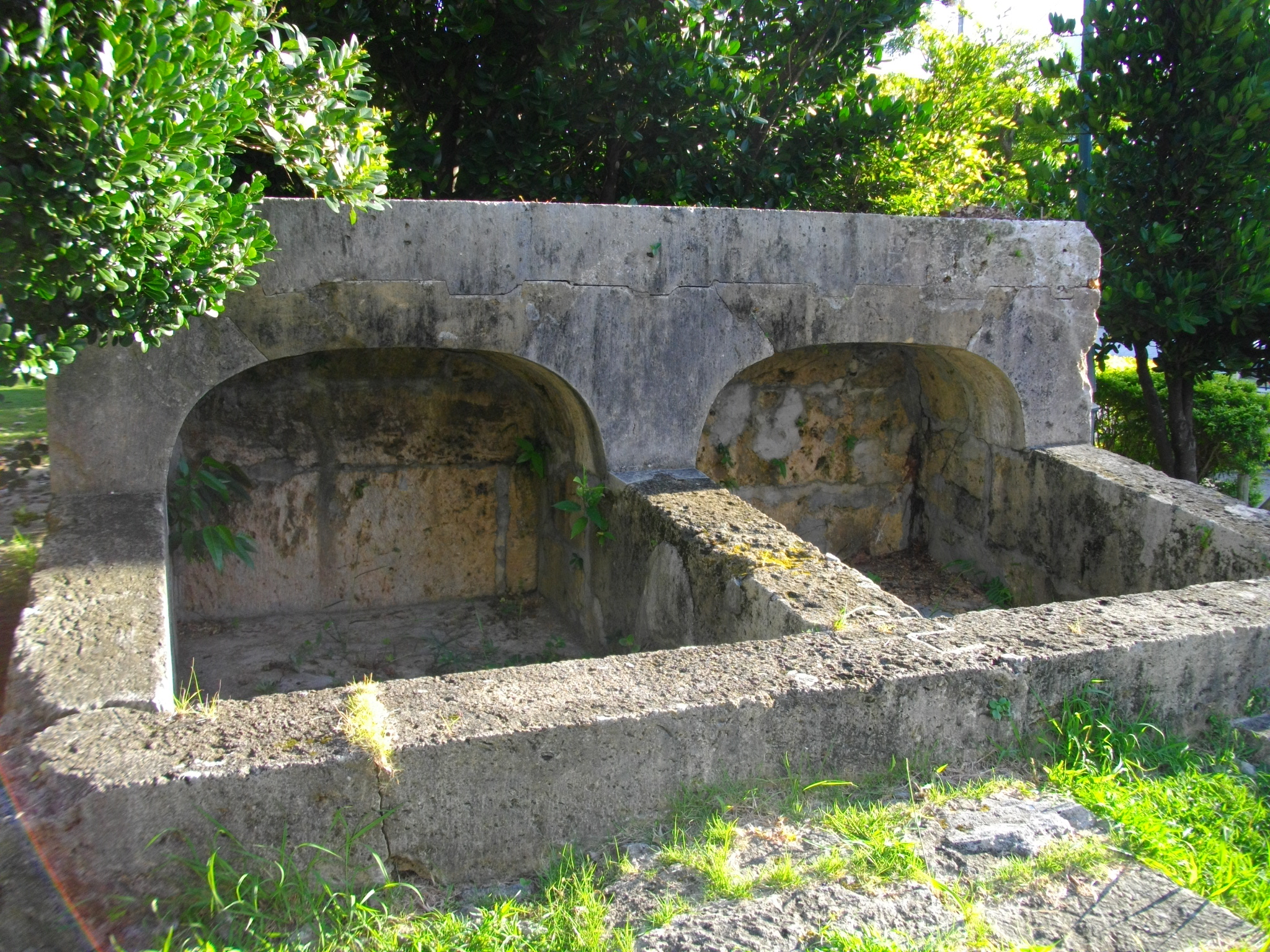
沖縄市田原公園に展示のフールー

約9000年前に野生のイノシシを人家の近くで飼い、家畜としてのブタが生まれた後、草むらで用便をするとブタが寄ってくるということが経験的に知られ、また、放し飼いでは落ち着いて用便もできない問題が生じ、これらを解決できる方式として考案されたと考えられる。中国大陸では周の季歴の妃の太任が豚小屋（豕牢）で小用を足そうとして文王を産んだとされることから、この頃にはこの方式は確立されており、また秦では一般にも普及した。前漢代に作られたその陶製の模型も出土しており、前漢の呂后と戚夫人の「人彘（じんてい。人豚）」の逸話からも都市で普及していたことがわかる。屎尿処理の面倒がない方式であったので、近代まで都市で使用されたほか、現在も地方の村では現存している。

### 日本国内
沖縄県及び奄美群島に存在した。しかし、この地域ではブタを食用としており、サナダムシなどの寄生虫病の温床となっていた。そのため、明治時代に明治政府により病院などが整備されると、衛生観念の広がりから不衛生なありさまが問題としてとり上げられるようになった。そして、裸足の禁止や火葬の奨励とともに風俗改良運動の中で廃止が推奨され、大正時代に県令によって新規の開設が禁止された。1945年（昭和20年）の沖縄戦後、アメリカ軍当局によって使用も完全に禁止された。
日本の本土においては、山間部では飼育しなくとも野生のイノシシが獲られたこと、屎尿は肥料として利用されたことや仏教によって殺生が禁じられてきたことなどから、明治以前にはブタの飼育自体が普及せず、雑食性の使役動物を飼育していなかったことから人糞を利用する必要もなく、伝播しなかった。